# メモリア (ゲーム)
『メモリア』 (MEMORIA) は、Purple softwareが制作したWindows用アダルトゲームソフトである。

2022年4月26日にWindows 10動作確認済のダウンロード版がFANZA独占で配信された。

## 概要
異世界エステリアと人間の世界（アステリア）の2つの世界をまたがる2つ世界の物語で、「記憶」が物語の中で重要なキーワードとなっている。季節は冬（12月1日 - ）。
キャラクターデザインはこの作品がデビュー作となる皐月徒兎、薩摩屋蒸気が担当しているが、企画・原案に関わった岩崎考司が遺したデザインがベースとなっている。
予約特典として折閉じイラスト本をプレゼント、初回版にはサウンドトラックが同梱。連続リリース記念キャンペーンとして本作と次回作『Signal Heart』購入者にスペシャルファンブックがプレゼントされる。
公式サイトのスタッフ雑記などでお遊びとして、メモリアンマンという謎の隠れキャラが登場しているが、本編中には登場しない。
プロローグの約5分近くのフルアニメーション中には、『あると』のキャラクターたち（成瀬将人、橘恵、橘沙織）がカメオ出演している。また、過去作である『明日の君と逢うために』や『プリミティブリンク』とは世界観を共有しており、フルアニメーション直後に登場する教科書に「異世界との接触事例」としてそれぞれの舞台である御風島や異世界「ランドローク」の写真が掲載されている。

## ストーリー
西暦2030年12月15日。近未来の日本の雪深い地方都市「冬陽市」。エステリアとアステリア、2つの異世界は、市内の岩崎山（いわさきさん）山中に突如として現れた「ゲート」によって繋がれ、交流が始まりやがてそれが当たり前の日常となっていった。
それから12年後。2042年の12月。3年前以降の記憶が無い、冬陽学園に通う学生の桜坂宏一は、国交樹立記念日が間近に迫ったある日、1人の少女ハルナ・エレンディルと出会う。偶然に過ぎなかったはずのその出会いは、やがて自分の過去、そしてゲートの謎に向き合うこととなっていく。

## 登場人物

### 主人公
桜坂 宏一（さくらざか こういち）
声 - なし
主人公。本編中の独白によれば、3年前に岩崎山中の峠道に記憶喪失の状態で現れて以降、由佳里の家で家族のように育てられる。それ以後は街と由佳里の家に愛着を感じており、出来れば離れたくないと考えている。冗談をよく言う一方でかなりの鈍感で、他の人に心の声まで見透かされるほどわかりやすい性格。好物はカレーで、カレーに対して並々ならぬ情熱を持っている。智枝には頭が上がらないところがあり、よくヘタレる。自分の身が危うくなる話題になると咄嗟に話題をそらそうとする悪癖がある。寝起きがかなり悪く、智恵やハルナなどにあの手この手で起こされるが、二度寝すべく無駄な抵抗を毎朝のように行っている。
別名、コウイチ・エレンディル。記憶を失う前はエステリアでハルナと暮らしており、タイムパラドックスにより時間のループにとらわれていた。また、平行世界の1つの未来では、ゲート及びタイムマシンを発明した科学者でありゲートの暴走により妻のユウキを失っている。

### メインヒロイン
ハルナ＝エレンディル
声 - 夏野こおり
メインヒロイン。主人公のクラスメート。エステリアからゲート研究のために転入してきた犬耳のエステリア人。物静かで無愛想ではないが口数はあまり多くはない。転校前日に開かずの踏み切りで主人公と偶然ぶつかって転倒し、散乱したバッグの中身を拾ってもらったのが最初の出会い。研究者というだけあって頭は飛び抜けて良く、クラスでも成績優秀だが、しばしば寂しげな表情を見せる。マラソンが好きで、本編でシャール先生が敢行したマラソンの授業で多くの生徒が不満を漏らしたりへばったりする中、涼しい顔でランニングしていた。寝起きがあまり良くないのか、本編中で目覚まし時計を大量にかけても全く目を覚まさないこともあった。
過去にエステリアで主人公と暮らしていたことがあり、ゲート暴走による彼の失踪を機にアイカと共にゲート研究をすることになる。主人公の記憶を持つ赤いクリスタル「メモリア」を密かに持ち続けている。
相川 智枝（あいかわ ともえ）
声 - 井村屋ほのか
ヒロインの1人。主人公宅の隣家に住む少女で、突如冬陽市に出現したゲートの暴走により失踪した姉を探すためゲート研究に携わっている。フレームレスタイプの眼鏡を着用する眼鏡っ娘。怒りっぽい性格だが困っている人は放っておけない。両親は離婚済みで孤独に家を守り続けているが、自分の誕生日に姉の失踪があって以降、自分の誕生日を祝うことをやめている。前述の家庭事情もあってか、主人公の家で食事をとることも多い。成績優秀で真面目な優等生だが、しばしば主人公や惣一郎に暴力を振るったり、脅すこともある。
アリサ＝クラウス
声 - みる
ヒロインの1人。主人公のクラスメート。ネコ耳で、主人公の同級生で外交官の娘。礼儀正しく、にじみ出る気品から育ちの良さがうかがえる。箱入り娘的な現状から脱するために市内のアイスクリームショップ「ラ・ネージュ」でアルバイトをしている。
エステリア人とアステリア人のハーフであり、尻尾が無い。その血は一度だけであればゲート移動の記憶エネルギーの代わりになる。本人曰わく猫のエステリア人のため猫舌で夜目が効く。見かけによらず、好奇心から自動二輪免許を取得しており、エステリアの実家にはレーサーレプリカタイプの大型バイクを所有していることが自身のルートで明らかになった。
香奈実＝レインズ（かなみ・レインズ）
声 - 鮎川ひなた
ヒロインの1人。エステリアから来た少女で、生計を立てるために学園の購買とラ・ネージュのアルバイトを掛け持ちしている。天然気味だがまじめでしっかりした働き者。癒し系で、彼女の笑顔で心が和む者は多い。偶然福神漬けを購入するために漬け物屋を訪れた主人公に、店員の代わりに福神漬けを渡したのが最初の出会い。
アイカによって作られたゲート実験のためのプロトタイプ人工生命体。額のクリスタルに記憶を蓄積することができ、ゲートを渡る度に記憶を消費する。ただし、額にある人工クリスタルは不完全なもの。
ユウキ＝ハンクス
声 - 榊原ゆい
ヒロインの1人。主人公のクラスメートのエステリア人。元気いっぱいの牛耳の少女。裏表の無い率直な性格で、子供っぽいことと牛なのに胸が小さいことを気にしている。思い立ったら即行動がモットー。普段は独り暮らしをしており、金遣いの荒さゆえか仕送り日前には金欠になってしまい、巨大なおにぎりを昼食に持参したりしている。いわゆるボクっ娘。料理は未経験だったがとあるきっかけで主人公宅で由加里に料理を習い始めたのをきっかけに主人公と交流を深めるようになる。リズムゲームが得意で主人公も敵わないほど。
実は未来から来た平行世界(パラレルワールド)の主人公の妻であり、サラの母親。ゲートの影響で記憶をなくし若返った状態でエステリアでアカネに育てられた。

### サブキャラクター
桜坂 由佳里（さくらざか ゆかり）
声 - 一色ヒカル
記憶喪失の主人公を引き取り育てた母親的存在。添乗員（アテンダント）として空港に勤めている。誰にでも優しく温和で、面倒見がいい性格で主人公の心の支えになっている。一方で、女の子扱いすると照れたりする一面も持つ。
新藤 惣太郎（しんどう そうたろう）
声 - 小池竹蔵
主人公のクラスメートで親友。ひょうきんな性格。女の子に目がないものの縁は全く無い。当初ハルナにアタックを重ね、名前を覚えてもらおうとしていたが、「しんじょう こうたろう」さん、あげくに「蟲動さん」などと間違えられ、きちんと名前を覚えてもらえなかった。幼なじみの智枝には頭が上がらず、彼女の前ではよくヘタレになる。一見軽そうに見られがちだが、友人想いで、いざというときには力になる頼もしさも見せる。
シャール＝カーライル
声 - 深井晴花
主人公たちの担任の女性教師。エステリア人だが、特徴である獣耳や尻尾はあまり目立たない。一見いい加減に見えるが洞察力は鋭い（とりわけ男女関係）。授業はきちんと行うため、生徒からは人気があり、さらにスタイル抜群のため、男子生徒からは違う意味で人気がある。基本的に男性口調。
アカネ＝ハンクス
声 - かわしまりの
ユウキの義母。日本様式が好みで、家は日本家屋で普段着は着物。外見はかなり若く、巨乳の美女。いつもキセルを持ち歩いている。ユウキ曰わく「独り暮らしには米があれば何とかなる」という持論から、ユウキに大量の米の引換券を渡しているため、ユウキ宅には大量の米がある。ユウキ曰く普段優しいが、怒ると怖いらしい。
前述の通りユウキとは血が繋がっておらず、由佳理同様にユウキが幼い頃に彼女を拾っている。過去に、エステリアに飛ばされた後のユキエと親しくしていたことがある。
フォルゼン＝クラウス
声 - 黒瀬鷹
アリサの父親。外交官でアステリア人を嫌っている。妻を早くに亡くしており、無愛想だが娘を溺愛している。
アイカ＝ランディック
声 - 松永雪希
ゲート研究の権威の、うさ耳の少女。香奈実と真奈実の生みの親で、ハルナと主人公の幼馴染でもある。強気な性格で年相応に見られない。
真奈実＝レインズ（まなみ・レインズ）
声 - 北都南
開発コード、プロトタイプβ。香奈実の後継となる人工生命体。香奈実よりもフランクな性格。オリジナルのクリスタルを持っており記憶のバックアップが可能となっている。
相川 雪枝（あいかわ ゆきえ）
声 - 風音
ゲートの暴走によって行方不明になった智枝の姉。
別名、ユキエ＝クラウス。記憶を無くした状態で過去のエステリアに飛ばされ、フォルゼンと結婚、アリサを出産し主人公にクリスタルを渡した後に急死している。
サラ＝桜坂（サラ・さくらざか）
声 - 桜川未央
主人公とユウキの前に記憶を無くした状態で現れた少女。ユウキルートでのみ登場。一人称は「僕」。行く宛もないため桜坂家に居候することになる。普段は素直で行儀が良いが、なぜか当初はユウキに対してのみあからさまに冷たい態度で接する。
記憶喪失は嘘で、本当は平行世界の未来から来た主人公とユウキの娘であり、ゲートの暴走で消えた母を捜すためメモリアを探していた。
雪=クラウス=桜坂（ゆき・クラウス・さくらざか）
声 - 御苑生メイ
主人公とアリサの娘。アリサルートでのみ登場。主人公とアリサ譲りの好奇心旺盛で元気な少女。アステリア人とエステリア人のクォーター。

## 用語
冬陽市（とうよう）
主人公たちが暮らす雪国の地方都市。空港と鉄道が主な公共交通手段。冒頭のフルアニメーション部分の字幕と本編の主人公の解説によれば、12年前の12月15日（後の国交樹立記念日）に突然市内の岩崎山中にゲートが出現した街でもあり、その際には自衛隊が出動し、ヘリが飛び交い、臨時ニュースが全国放送されるなど騒然となった。現在は多くのエステリア人が暮らしており、またゲート研究のための研究所もおかれている。本編の惣太郎の台詞によれば、場所柄もあってかスキーやスケートなどのウィンタースポーツが主なレジャーで、スキー場やスケートリンクなどがデートスポットになっている。ユウキルートの主人公の台詞によれば、ゲート開通前までは寂れた地方都市に過ぎなかったが、ゲートの開通に伴う観光客の増加で利便性が増し、後述のショッピングモールや空港、商店街など一通りの施設が揃った、地方都市としては便利で暮らしやすい街になっている。
冬陽学園
主人公たちが通う学園。エステリア人とアステリア人の交流と、互いの文化を学び、共存するための教育を行うため（つまりある種の異文化理解のため）、ゲートの開通と同時期に設立された。現在は両者共学の教育機関はこの一校のみだが、今後は同様の施設が増えていくとされている。エステリア人は女性が多く、美人が多いとされていることもあって全国的な人気を誇っている（ただし競争率も高い）。制服は女子は赤基調のセーラー服、男子は茶色のブレザー。本編のアリサの解説によれば、近所で評判のファミレスが参入してから味の評判が良くなっているとの事。
学園購買
冬陽学園の購買施設。学食に併設している。香奈実のバイト先の一つ。昼休みには多くの生徒が押しかけ修羅場と化している。昼休みのみ臨時でパンの販売を行っているが、すでにそちらがメインになりつつあるとの噂もある。
エステリア
動物界とも呼ばれる、人間の世界（アステリア）とは別の異世界。いわゆる獣人（けものびと）が多く住んでいる。人間世界（アステリア）と非常に似通った文化を持ち、エステリア人は耳と尻尾以外人間（アステリア人）と変わりが無いが、アステリア人よりも成長が緩やか。アリサルートでのアリサの台詞によればこの世界では雪が降らない。
アステリア
エステリアに対しての人間の世界。
ゲート
アステリアとエステリアをつなぐ扉の形をした遺跡。冬陽市の岩崎山中にあるもの以外では、その存在が確認されていない。2つの世界が繋がって以降研究が続けられているが、動力や構造など、現在の技術では解析不明な部分が多い。冒頭部分ラストに登場する教科書の解説文によれば、当時の政権は報道規制をしいてこのゲートの存在を機密にしようとしたが、出現時にすでに報道ヘリなどで全国中継されてしまい、野党がゲートの隠匿を謀ったとして内閣不信任決議案を提出する事態になった。
記憶をエネルギーとしており、不完全な状態のためアステリア人が通る場合は過去へ飛ばされ、記憶を失い年齢も退行する。そのため、ゲートの通過を試みたアステリア人は全員行方不明になっている。アリサルートでは原因不明の事故が発生し、一時は全く使用不能になってしまい、通信や物流が回復してからも二世界間の渡航は一時不可能になってしまったが、後に復旧した。
クリスタル
エステリアでしか取れない鉱石で天然クリスタルと呼ばれるものと、香奈実の額にあるような人工クリスタルと呼ばれるものがある。
ペアハート
本編で登場するアクセサリー。アステリアとエステリアの国交10周年を祝う記念品のペンダント。本編で登場するサイトによれば、ハートを二分割したデザインになっており、中心に嵌め込まれるクリスタルはエステリア、ペンダントの金属部分はアステリアのみで採掘可能な鉱石を用いて作られている。両国が手と手を取り合い、心を合わせて明るい未来を作っていこうという願いが込められている。テレビの通販番組や小売店で購入出来る。一般的にアステリア人からクリスタルを贈り、エステリア人がペンダントを贈る風習になっており、お互いが大切な人であるという意味も込められている。
キーパーツ
別名、マスタークリスタル。
メモリアの破片から作られた人工クリスタルで、ゲート制御には時間軸固定と渡航制御の4つのマスタークリスタルが必要で、アステリア側の渡航制御マスタークリスタルが失われたため制御が不安定であった。失われたマスタークリスタルはアカネ宅にあり、何らかの方法でユキエの記憶が残されていた。
メモリア
記憶と現実を司る赤いクリスタル。人の記憶を蓄積させることができ、ゲートの安全を確保するため用意された。トレース機能により記憶を辿ることも可能。
1つは主人公コウイチの記憶が蓄積されたものでハルナが持っており、もう1つはユキエから主人公に託されたものがエステリア上層部で保管され後に真奈実に移植された。その他にサラが1つ持っているが、これは平行世界のいずれかで入手したもの。
ラ・ネージュ
町で評判のアイスクリームショップ。アリサと香奈美のアルバイト先。味もさることながら、猫耳のバイト店員（アリサ）の人気も高い。店内での食事も可能。ルートによっては主人公のアルバイト先としても登場する。
空港
市内にある空港。岩崎山の頂上を削って建設された。国際空港か国内線のみかは不明。由佳里の職場でもあり、本来の航空機用の空港とゲート用の空港の二つの顔を持つ。エステリア人はこの場所で入国手続きを行うことを義務づけられているため、必然的にその姿が多く目撃される。
踏み切り
通学路にある踏み切り。閉鎖時間が長く、開かずの踏み切りと化している。そのためラッシュ時には行列が出来るため、遅刻寸前の学生からは悪魔の踏み切りと恐れられている。
ゲート研究所
岩崎山にあるゲート研究を目的にした研究施設。公的機関であり、国から予算が算出されている。智枝やハルナたちの勤務先。非常に高度な研究を行っているため、研究員はいずれも優秀で、送迎サービスなど待遇は良い。ハルナたち曰わく科学だけでなく考古学なども関わるため衛生面は厳しく、細菌を扱う生物学のセクションなど、中に入るだけで2日間かかるような部署も存在する。
水族館
ハルナルートでデート場所として登場する。市内の駅前に立つショッピングモールの中にある施設。かなり規模が大きいらしく、ジンベエザメのような大型の魚類も飼育されている。
公園
商店街から少し離れた場所にある。季節が冬ということもあってかあまり人がいない。

## スタッフ
- キャラクターデザイン・原画 - 皐月徒兎、薩摩屋蒸気
- 企画・原案 - 岩崎考司、石川泰
- シナリオ - 比高海、北川晴、風雅

## 主題歌
オープニング主題歌「White Crystal」
作詞 - 石川泰 / 編曲 - ANZE HIJIRI / 作曲・歌 - 橋本みゆき
エンディング主題歌「メモリア」
作詞 - 石川泰 / 編曲 - chokix / 作曲・歌 - 橋本みゆき

## ほめられてのびるらじおPP
オフィシャル通販特典のCDに、ほめられてのびるらじおPP『メモリア特別編』が収録。